# Reckless. Steinernes Fleisch
Reckless. Steinernes Fleisch ist ein Fantasy-Roman von Cornelia Funke.
Der Roman lehnt sich an die Märchen der Brüder Grimm an und wurde in Zusammenarbeit mit dem Filmemacher Lionel Wigram geschrieben. Das Buch erschien am 14. September 2010 in mehreren Ländern gleichzeitig sowohl als Buch als auch als Hörbuch (in der deutschen Fassung gelesen von Rainer Strecker). Es ist der erste Band eines mehrteiligen Werkes. Die folgenden Bände sollen jeweils die Märchentradition eines anderen Landes zum Vorbild haben. Als Nachfolger des Romans erschienen Reckless. Lebendige Schatten im Jahr 2012, Reckless. Das goldene Garn im Jahr 2015 und Reckless. Auf silberner Fährte im Jahr 2020. Über der Kapitelüberschrift ist jeweils eine Zeichnung von Cornelia Funke. Am 23. März 2020 erschien eine überarbeitete Ausgabe des 1. Bandes, in der sie die Beziehung zwischen Jacob, Clara und Fuchs stärker ausgearbeitet hat und teilweise die Sprache verändert hat.

## Handlung
New York: Als zwölfjähriger Junge begibt sich Jacob aus Sehnsucht nach seinem verschwundenen Vater John Reckless in dessen Zimmer. Dort findet er eine Botschaft, mit deren Hilfe er durch einen Spiegel in eine Spiegelwelt gerät. Dort existieren die Figuren der Grimmschen Märchen tatsächlich, die Welt hat sich aber weiterentwickelt und modernisiert und befindet sich nun in einem Zustand des Verfalls.
Von nun an besucht er öfters heimlich die Spiegelwelt, mit fünfzehn stiehlt er sich zum ersten Mal für Wochen fort. In den immer länger werdenden Zeitspannen, in denen er in seiner Welt abwesend ist, wird er Lehrling des Schatzsuchers Chanute. Später wird Jacob selbst Schatzsucher der Kaiserin von Austrien.
Zwölf Jahre nachdem Jacob Reckless das erste Mal in die Welt hinter dem Spiegel geraten ist, sieht sein Bruder Will ihn dabei, wie er im Zauberspiegel verschwindet und folgt ihm. Dort wird Will von einem Goyl angegriffen, woraufhin ihm langsam eine Haut aus Jade wächst, die ihn in einen Goyl verwandelt. Wills Freundin Clara folgt ihm durch den Spiegel und zieht nun mit ihm und Jacob und seiner Gefährtin Fuchs los, die versuchen, ein Gegenmittel gegen den Fluch zu finden. Der erste Versuch, Will Reckless mit Beeren vom Strauch einer kinderfressenden Hexe aus dem Schwarzen Wald zu heilen, schlägt fehl, Jacob und Fuchs entkommen mit Not dem so genannten „Schneider“. Der Schneider schneidert Kleider aus Menschenhaut.
Zur gleichen Zeit führen die Goyl unter König Kami’en und mit Hilfe der Dunklen Fee Krieg gegen die Kaiserlichen Heere, schon viele Menschen sind dem Krieg zum Opfer gefallen. Die Dunkle Fee hat einen Traum von einem Jade-Goyl, in den Märchen ein legendärer Wächter, der die Goyl in ihrer dunkelsten Stunde erretten soll. Und so geht der Goyl Hentzau mit einer bewaffneten Truppe auf die Suche nach Will Reckless, dem als einzigem die Jade-Haut wachsen soll.
Derweil macht sich Jacob mit den anderen auf den Weg zur Roten Fee Miranda, von der er sich Hilfe erhofft. Den Weg dorthin kennt aber nur der Zwerg Evenaugh Valiant, und so muss er ihm wohl oder übel vertrauen, obwohl der Zwerg ihn schon einmal betrogen hat. Die Rote Fee verspricht Jacob zu helfen, allerdings nur unter der Bedingung, ihre Schwester, die Dunkle Fee, zu zerstören. Als er von der Fee zurückkehrt, wird sein Bruder von Hentzau entführt und so muss er ihm mit Valiant unter die Erde folgen, um Will zu befreien. Doch der Versuch schlägt fehl und sie müssen fliehen.
Um wieder Frieden zu schließen, beschließen Kaiserin Therese von Austrien und König Kami’en dessen baldige Hochzeit mit Thereses Tochter. Will, der sich inzwischen ganz in einen Goyl verwandelt und sein früheres Leben vergessen hat, ist Leibwächter des Königs. Kurz vor der Hochzeit gelingt es Jacob, die Dunkle Fee festzuhalten, indem er ihren Namen ausspricht, den er von Miranda erfahren hat. Er versucht nun Will zu finden und zur Dunklen Fee zu bringen, damit sie ihn zurückverwandelt.
Die Kaiserin erfährt, dass die Dunkle Fee Kami’en nicht mehr schützt und versucht, ihn und die bei der Trauung anwesenden Goyl, einschließlich Will, töten zu lassen. Jacob ist, um seinen Bruder zu retten, gezwungen, die Dunkle Fee wieder zu befreien, die daraufhin erscheint und den Großteil der anwesenden Menschen umbringt. Den Rest nehmen die Goyl als Geiseln. Erstaunlicherweise verwandelt die Dunkle Fee Will wieder in einen Menschen zurück, droht aber, ihn umzubringen, wenn Jacob ihn nicht weit fort bringt. So gehen Will und Clara wieder in die andere Welt, Jacob Reckless hat allerdings einen Fluch der Dunklen Fee auf sich gezogen, als er ihren Namen aussprach und macht sich auf die Suche nach einem Gegenmittel, da er sonst in einem Jahr sterben wird.

## Hauptfiguren
- Jacob Reckless – findet den Eingang in die Märchenwelt durch einen geheimnisvollen Spiegel
- Will Reckless – Jacobs jüngerer Bruder, der sich in der Märchenwelt langsam zu einem Goyl mit Jadehaut zu verwandeln droht, diese Haut hat er durch die Dunkle Fee bekommen
- Fuchs (Celeste) – Jacobs Gefährtin, die sich in einen Fuchs verwandeln kann und Jacob durch ihren ausgezeichneten Geruchssinn mehrmals das Leben rettet
- Clara – Wills Geliebte, die ihm durch den Spiegel folgt
- Evenaugh Valiant – ein verschlagener Zwerg, der die Handlung maßgebend verändert
- Dunkle Fee – befreit Will von seinem Goyldasein
- Kami’en – König der Goyl
- Rote Fee (Miranda) – enttäuschte Geliebte Jacobs und Schwester der dunklen Fee

## Rezeption
Steinernes Fleisch wurde mit einer weltweiten Erstauflage von über einer Million Exemplaren ausgeliefert und erreichte in Deutschland sofort den ersten Platz der Belletristik-Bestsellerliste. Daraufhin befand es sich 15 Wochen lang auf einem der ersten acht Plätze. Die Kritiken sind jedoch gemischt: Tilman Spreckelsen betont in der FAZ die Parallelen zu Funkes Tintenwelt-Trilogie, ist aber begeistert von Funkes Sprache und der von ihr präsentierten „finsteren Dimension des Märchens“. Burkhard Müller schreibt in der Süddeutschen Zeitung, die Handlung sei nicht „besonders originell“ und alles sei „schon viele Male dagewesen“. Er vermutet, dass Cornelia Funke das Buch schon im Hinblick auf seine Verfilmung geschrieben hat. Thomas Binotto von der Neuen Zürcher Zeitung findet den Plot spannend, meint aber, dass Funkes Vorhaben, ein Buch zu schreiben, das allen Altersgruppen gleichermaßen gefällt, gescheitert sei: „Für Kinder ist vieles zu brutal, für Erwachsene dagegen zu harmlos.“ Grete Götze schreibt in der Frankfurter Rundschau, das Buch sei spannend, folge aber einem recht einfachen Schema von Gut und Böse und lese sich „wie ein Suchbild mit der Quizfrage, auf welchen Seiten sich Märchen der Brüder Grimm verbergen“. Es hinterlasse den Eindruck, „dass da eine genau weiß, welche Zutaten es für ein massenkompatibles Buch braucht: Kurze Sätze, Abenteuer, Feinde, Zwerge, Feen und einen Helden“.

## Ausgaben
- Cornelia Funke und Lionel Wigram: Reckless. Steinernes Fleisch. Cecilie Dressler Verlag 2010, ISBN 3-7915-0485-1 (2 Wochen lang im Jahr 2010 auf dem Platz 1 der Spiegel-Bestsellerliste)